# 秋田県立秋田養護学校
秋田県立秋田養護学校（あきたけんりつ あきたようごがっこう）は、かつて秋田県秋田市新屋栗田町にあった公立特別支援学校。肢体不自由者を教育対象としていた。
平成22年、秋田県立秋田きらり支援学校開校に伴い閉校。

## 概要
1962年に、秋田県立養護学校として開学。最終的な主体は肢体不自由者に対する教育であったが、沿革にもあるように、当校の分校・分教室は、知的障害者・病弱者を扱っていた所もあり、これらが独立した養護学校（特別支援学校）となったものも存在する。
秋田県立勝平養護学校開校後の一時期は寄宿舎を設置していたが、閉校以前に廃止されており、通学制の学校となっていた。
2010年、閉校。本校跡地は、近隣に所在する秋田県立栗田養護学校（現・秋田県立栗田支援学校）の高等部「環境・福祉科」（2021年4月より「総合サービス科」）の施設として利用されている。

## 沿革
- 1962年 - 秋田県立養護学校として開校。
  - 秋田県太平療育園内に本校
  - 秋田赤十字病院内に秋田分校
  - 大館市の大館市立総合病院内に大館分校
  - 本荘市（現・由利本荘市）の国立療養所秋田病院内に本荘分校

を設置。
本校を除くこの3分校は、いずれも病弱者対象
- 1965年 - 太平療育園入所者を対象とする部門として、II部を設置。
- 1974年 - 秋田県立秋田養護学校に改称。秋田分校を廃止、大館分校を大館市教育委員会へ移管（のち廃止）[2]、本荘分校が秋田県立本荘養護学校として独立。秋田県太平療育園の移転に伴い、太平療育園入所者を対象としていたII部が勝平分校に改称のうえ、移転。
- 1977年 - 雄勝郡稲川町（現・湯沢市）にやまばと分校を設置。
- 1979年 - 勝平分校が秋田県立勝平養護学校として独立、やまばと分校を秋田県立南養護学校（現・秋田県立横手支援学校）へ移管（1987年に秋田県立稲川養護学校として独立）。
- 1980年 - 高清水分校・若竹分校・南浜分教室を統合し栗田分校を設置。
- 1986年 - 栗田分校が、秋田県立栗田養護学校（現・秋田県立栗田支援学校）として独立。
- 1999年 - 若美町（現・男鹿市）の払戸小学校に、知的障害者を対象とした南秋分教室を設置。
- 2003年 - 秋田県立養護学校天王みどり学園（現・秋田県立支援学校天王みどり学園）の開校に伴い、南秋分教室を廃止。
- 2004年 - 国立療養所秋田病院と本荘養護学校の廃止に伴い、岩城町（現・由利本荘市）の国立療養所道川病院（現・独立行政法人国立病院機構あきた病院）内の道川分教室を移管。
- 2010年 - 秋田県立秋田きらり支援学校設置に伴い、勝平養護学校とともに閉校。道川分教室は、秋田県立ゆり養護学校（現・秋田県立ゆり支援学校）へ移管。

## 学部
- 小学部
- 中学部
- 高等部

## 行事
- 運動会
- 学習発表会
- 秋田工業交流会

## 過去に存在した分校・分教室と教育領域

### 秋田県立養護学校時代
- 秋田分校…病弱
- 大館分校…病弱
- 本荘分校…病弱→のちの秋田県立本荘養護学校

### 秋田県立秋田養護学校時代
- 勝平分校…肢体不自由→のちの秋田県立勝平養護学校
- やまばと分校…知的障害→秋田県立南養護学校やまばと分校→現在の秋田県立稲川支援学校
- 高清水分校・若竹分校・南浜分教室…知的障害→統合され、本校栗田分校となった
- 栗田分校…知的障害→現在の秋田県立栗田支援学校
- 高等部訪問教育本荘教室…病弱→秋田県立本荘養護学校高等部訪問教育に移行
- 南秋分教室…知的障害→潟上市に移転のうえ、現在の秋田県立支援学校天王みどり学園
- 道川分教室…病弱→のちの秋田県立ゆり支援学校道川分教室